# Korè en péplos
La korè en péplos est l'un des exemples les plus connus de l'art grec archaïque. Un korè est un type de statue qui représente une jeune femme avec une posture raide regardant droit devant.
Bien que cette statue particulière soit l'un des exemples les plus célèbres de korè, elle n'est en fait pas considérée comme typique. La statue n'est pas complètement droite, son visage est légèrement penché sur le côté et elle est debout avec son poids déplacé sur une jambe.
L'autre partie du nom des statues, peplos, est basée sur la robe grecque archaïque populaire des femmes. Lorsque la statue a été retrouvée, il a été estimé qu'elle portait un péplos, bien qu'il soit désormais déterminé que ce n'est pas le cas. 
La statue en marbre blanc de 118 centimètres de haut a été réalisée vers 530 av. J.-C. et était à l'origine peinte de couleurs vives. La statue a été trouvée, en trois morceaux, dans une fouille de 1886 au nord-ouest de l'Érechthéion (dépôt des Perses) sur l'Acropole d'Athènes et se trouve maintenant au musée de l'Acropole d'Athènes.

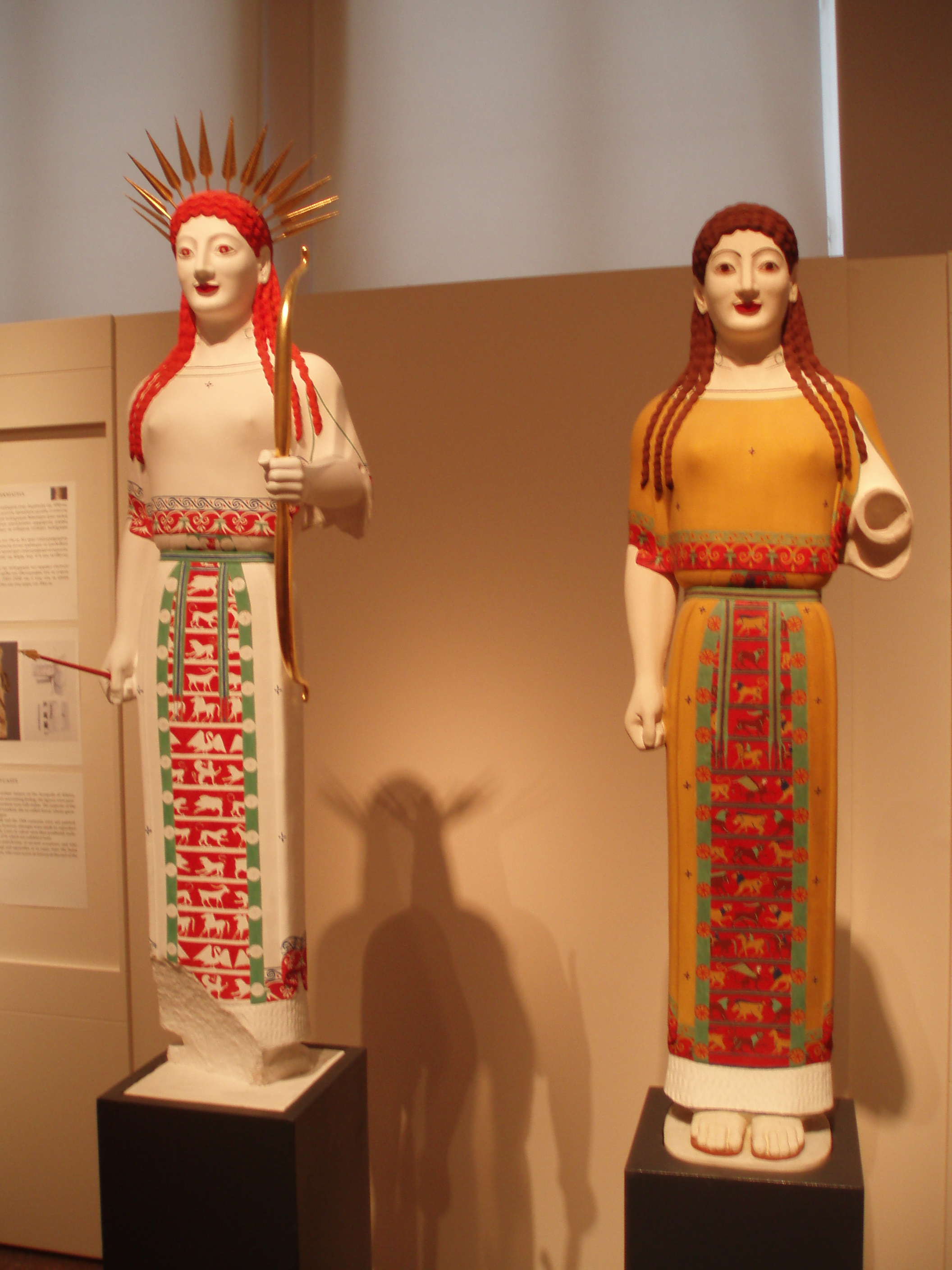
Reconstruction alternative de la korè en péplos lors de l'exposition Gods in Colour (à droite).